# Paroisse de Saint-Thomas
Pour les articles homonymes, voir Saint-Thomas.
Saint-Thomas, (chef-lieu Morant Bay) est une des 14 paroisses de la Jamaïque. Elle est située au sud-est de la Jamaïque dans le comté du Surrey. 